# Maria de Portugal i de Manuel
Maria de Portugal i de Manuel   (Évora, 6 d'abril de 1342 - Gènova, 1377) fou infanta de Portugal.

## Orígens familiars
Filla del rei Pere I de Portugal i la seva segona esposa, Constança Manuel, nasqué el 6 d'abril del 1343 a Évora.

## Núpcies i descendents
Es casà el 3 de febrer del 1354 a Évora amb el príncep Ferran d'Aragó, fill del comte-rei Alfons el Benigne i Elionor de Castella.
A la mort del seu espòs, el 1363, es retirà a Aveiro, on morí el 1367. Fou enterrada a Coïmbra.
Tenim documents que demostren que Maria de Portugal era viva, i a Barcelona, l'any 1373. Després d'aquesta data, no tenim notícies d'ella a la corona d'Aragó i, per tant, no sabem del cert si va tornar a Portugal o va morir aquí.